# Quyền LGBT ở Hồng Kông
Quyền đồng tính nữ, đồng tính nam, song tính và chuyển giới (tiếng Trung Quốc: 女同性戀者、男同性戀者、雙性戀者 與 跨性別者; tiếng Anh: lesbian, gay, bisexual and transgender) ở Hồng Kông có thể phải đối mặt với những thách thức pháp lý mà những người không phải là LGBT không gặp phải.

## Phong trào quyền LGBT tại Hồng Kông
Đầu những năm 1990, hai nhóm quyền LGBT đầu tiên,  HORIZONS  và  Câu lạc bộ mười phần trăm , đã được thành lập. Ngày nay, một số tổ chức, đáng chú ý nhất là  Hành động cầu vồng  và 'Hội văn hóa Tong chi' 'tồn tại để vận động cho quyền LGBT và tổ chức các sự kiện xã hội và giáo dục công cộng khác nhau.
Cục Hiến pháp và Đại lục đã thành lập Đơn vị Nhận dạng Giới tính và Định hướng giới tính vào năm 2005, để tăng cường cơ hội bình đẳng cho những người có khuynh hướng tình dục khác nhau và người chuyển giới.
Hiện tại, kể từ tháng 8 năm 2012, Văn phòng Hiến pháp và Đại lục đã tài trợ cho một loạt các Thông báo Dịch vụ Công cộng thông qua về nhu cầu đối xử bình đẳng khi sử dụng bất kỳ ai là LGBT.

## Điều kiện sống
Cùng với một số câu lạc bộ đêm đồng tính, các liên hoan tự hào LGBT diễn ra hàng năm, cũng như các sự kiện xã hội khác bao gồm Liên hoan phim đồng tính nữ & đồng tính nam Hồng Kông. Vào mỗi ngày quốc tế chống lại chứng sợ đồng tính, một đám rước được tổ chức trên đường phố Hồng Kông để thể hiện sự đoàn kết. Cuộc rước IDAHO đầu tiên được tổ chức vào năm 2005. Sự tham gia chính trị cũng trở nên phổ biến hơn trong những năm gần đây. Một số nhà lập pháp đã tham dự lễ rước IDAHO và niềm tự hào đồng tính để thể hiện tình đoàn kết với cộng đồng LGBT.
Vì chính phủ không thể phân biệt đối xử với người LGBT, theo quy định trong Dự luật về Quyền, người LGBT không được cản trở về mặt pháp lý trong việc tiếp cận các dịch vụ do chính phủ Hồng Kông cung cấp. Ví dụ: khi đăng ký Cơ sở không đóng góp Trợ cấp của Người tìm việc (Trợ cấp An sinh xã hội toàn diện), người ta phải đáp ứng thành phần kiểm tra phương tiện. Cho dù những người đó có thỏa mãn thành phần thử nghiệm trung bình hay không, Bộ phúc lợi xã hội có tính đến thu nhập của các thành viên gia đình sống chung không phân biệt xu hướng tình dục của họ.

### Đại diện trên các phương tiện truyền thông
Kể từ những năm 1990, một số bộ phim Hồng Kông đã có các nhân vật hoặc chủ đề LGBT trong đó. Tuy nhiên, chương trình truyền hình phần lớn có xu hướng tránh các nhân vật hoặc chủ đề LGBT, cho đến gần đây.
Vào năm 2006, RTHK đã phát sóng một phim truyền hình có tên  Người yêu đồng tính ', nhận được sự chỉ trích từ những người bảo thủ xã hội vì "khuyến khích" mọi người trở thành đồng tính. Năm 2007, Cơ quan phát thanh truyền hình phán quyết rằng chương trình "Người tình đồng tính" do RTHK sản xuất là "không công bằng, một phần và thiên vị đối với đồng tính luyến ái, và có tác dụng thúc đẩy chấp nhận hôn nhân đồng tính". Vào ngày 5 tháng 5 năm 2008, Công lý Michael Hartmann đã bác bỏ phán quyết của Cơ quan phát thanh truyền hình rằng cuộc thảo luận của "Những người yêu đồng tính" về hôn nhân đồng tính được coi là đã vi phạm các hướng dẫn phát sóng vì không bao gồm các quan điểm chống đồng tính.
Khi thái độ xã hội trở nên cởi mở và chấp nhận hơn ở Hồng Kông, ngày càng nhiều nghệ sĩ và những người nổi bật trở nên cởi mở về việc thảo luận công khai xu hướng tình dục của họ.
Chet Lam (林一峰), một ca sĩ nhạc dân gian Hồng Kông, đã xuất hiện trước công chúng thông qua một cuộc phỏng vấn với  The Advocate (UK).
Vào tháng 4 năm 2012, nghệ sĩ nổi tiếng, Anthony Wong (黃耀明), công khai như một người đồng tính trong một trong các buổi hòa nhạc của anh ấy, với những người hâm mộ cho anh ấy một phản ứng rất tích cực.
Vào tháng 9 năm 2012, nhà lập pháp mới được bầu Ray Chan Chi-chuen (陳志全), một cựu người dẫn chương trình phát thanh và truyền hình, tiết lộ với Oriental Daily rằng anh là người đồng tính, khiến anh trở thành nhà lập pháp đồng tính công khai đầu tiên ở Greater Trung Quốc. Truyền thông địa phương đưa tin về việc anh ấy trở thành người đồng tính phần lớn là tích cực.
Vào ngày 10 tháng 11 năm 2012, Denise Ho (何韻詩) công bố xu hướng tính dục của cô trên sân khấu tại sự kiện "Dám yêu" trong Diễu hành tự hào Hồng Kông 2012. Cô tự gọi mình "tongzhi" (同志) một từ tiếng lóng của Trung Quốc cho người đồng tính. Cô là nữ ca sĩ chính đầu tiên ở Hồng Kông công khai.

### Dư luận
Trong một cuộc thăm dò năm 2013 được thực hiện bởi Đại học Hồng Kông, 33,3% số người được hỏi ủng hộ hôn nhân đồng giới cho các cặp đồng giới, với 43% bị phản đối. Một cuộc thăm dò khác do Đảng Tự do thực hiện cho thấy 29% ủng hộ hôn nhân đồng giới trong khi 59% chống lại điều đó.
Một cuộc khảo sát do Đại học Hồng Kông thực hiện năm 2014 cho thấy 27% ủng hộ hôn nhân đồng giới trong khi 12% nói rằng họ phần nào đồng ý. Đồng thời, cuộc thăm dò tương tự cho thấy 74% số người được hỏi đồng ý rằng các cặp đồng giới nên có cùng hoặc một số quyền được hưởng bởi các cặp vợ chồng dị tính.
Một cuộc thăm dò của Đại học Hồng Kông năm 2017 cho thấy 50,4% số người được hỏi ủng hộ hôn nhân đồng giới.

### Ý kiến chuyên môn

#### Đại học tâm thần học Hồng Kông
Vào ngày 15 tháng 11 năm 2011, Đại học tâm thần học Hồng Kông, với tư cách là cơ quan cấp phép của các bác sĩ tâm thần chuyên nghiệp ở Hồng Kông, đã công bố một thông báo nói rằng đồng tính luyến ái không phải là một căn bệnh và không có bằng chứng khoa học nào chứng minh cho những nỗ lực thay đổi xu hướng tính dục của một người. Cho đến tháng 2 năm 2012, thông báo chưa được tải lên trang web của Trường hoặc được công bố trên bất kỳ tạp chí chuyên môn nào; tuy nhiên, nó có sẵn ở định dạng pdf điện tử theo yêu cầu. Đại học tâm thần học Hồng Kông là cơ quan chuyên môn đầu tiên ở châu Á phản đối rõ ràng và công khai quan điểm chuyên môn của họ về các vấn đề liên quan đến đồng tính luyến ái và phương pháp điều trị thay đổi xu hướng tình dục của một người.
| “ | Đại học tâm thần học Hồng Kông cho rằng đồng tính luyến ái không phải là một rối loạn tâm thần... Trường đại học tâm thần học Hồng Kông tuân thủ chặt chẽ việc thực hành điều trị dựa trên bằng chứng và khoa học. Điều trị tâm thần phải được cung cấp theo các nguyên tắc được thiết lập tốt và thực hành có sẵn tại thời điểm đó. Hiện tại, không có bằng chứng khoa học và lâm sàng hợp lý nào hỗ trợ lợi ích của những nỗ lực thay đổi xu hướng tình dục. | ” |

#### Hội tâm lý học Hồng Kông
Do không có hướng dẫn thực hành cho đồng tính nữ, đồng tính nam và cá nhân lưỡng tính cho các nhà tâm lý học ở Hồng Kông, Hội Tâm lý học Hồng Kông, vừa là một xã hội học hỏi vừa là một hiệp hội chuyên nghiệp, đã thành lập một nhóm làm việc vào tháng 7 năm 2011 để giải quyết vấn đề. Vào ngày 1 tháng 8 năm 2012, Hội đã xuất bản một bài viết có tiêu đề,  Bài viết về các nhà tâm lý học làm việc với các cá nhân đồng tính nữ, đồng tính nam và lưỡng tính (LGB) . Có 11 hướng dẫn chính trong bài viết này:
| Các nhà tâm lý học hiểu rằng đồng tính luyến ái và song tính không phải là bệnh tâm thần. |
| Các nhà tâm lý học hiểu rằng những hấp dẫn, cảm xúc và hành vi đồng tính luyến ái, song tính và dị tính tạo thành các biến thể bình thường của tình dục con người. |
| Các nhà tâm lý học hiểu rằng những nỗ lực thay đổi xu hướng tình dục không được chứng minh là hiệu quả hoặc vô hại. |
| Khi sử dụng và phổ biến thông tin về xu hướng tình dục, các nhà tâm lý học đại diện đầy đủ và chính xác các kết quả nghiên cứu dựa trên thiết kế nghiên cứu khoa học nghiêm ngặt và cẩn thận để tránh bất kỳ sự lạm dụng hoặc trình bày sai về những phát hiện này.   |
| Các nhà tâm lý học hiểu được sự kỳ thị của xã hội đối với các cá nhân LGB và những ảnh hưởng đối với cuộc sống của họ. |
| Các nhà tâm lý học luôn hành động để đảm bảo công chúng được thông báo chính xác về xu hướng tình dục và các vấn đề liên quan đến LGB. |
| Các nhà tâm lý học nhận thức được thái độ, niềm tin và kiến thức của riêng họ về xu hướng tính dục và cuộc sống và kinh nghiệm của các cá nhân LGB. Họ không áp đặt niềm tin cá nhân hoặc tiêu chuẩn về xu hướng tình dục khi họ đang cung cấp dịch vụ chuyên nghiệp. |
| Các nhà tâm lý học hiểu sự khác biệt giữa xu hướng tính dục và bản sắc và biểu hiện giới. Sự phù hợp hoặc không tuân thủ giới tính khuôn mẫu không nhất thiết là biểu hiện của xu hướng tính dục một người.                                                           |
| Các nhà tâm lý học hiểu được sự không đồng nhất giữa các cá nhân LGB (ví dụ: giới tính, giới tính, tuổi tác, tình trạng kinh tế xã hội, khả năng thể chất và tinh thần, chủng tộc, tình trạng hôn nhân, tình trạng của cha mẹ và niềm tin tôn giáo).                  |
| Các nhà tâm lý học tôn trọng sự lựa chọn của các cá nhân LGB để tiết lộ hoặc không tiết lộ xu hướng tình dục của họ. |
| Các nhà tâm lý học ủng hộ cho một xã hội bao gồm và thúc đẩy cơ hội bình đẳng. điều này bao gồm biện hộ cho việc loại bỏ chứng sợ đồng tính, biphobia, phân biệt đối xử, bắt nạt, quấy rối hoặc bất kỳ hình thức kỳ thị nào đối với các cá nhân LGB.                  |

#### Hiệp hội bác sĩ tâm lý học lâm sàng Hồng Kông (HKADCP)
Quy tắc đạo đức của HKADCP đảm bảo các nhà tâm lý học lâm sàng đã đăng ký của HKADCP tránh phân biệt đối xử dưới mọi hình thức và nhạy cảm với sự khác biệt về quyền lực trong việc đối phó với khách hàng hiện tại và trước đây, chủ nhân, nhân viên và đồng nghiệp bằng cách cố gắng bảo vệ các cá nhân có thể ở vị trí quyền lực thấp hơn. Họ đặc biệt nhạy cảm với nhu cầu của những cá nhân yếu thế và dễ bị tổn thương.

### Vị trí tuyển dụng
Chính phủ, ở tất cả các cấp, không được phép có bất kỳ biện pháp đối xử bất công nào trên cơ sở khuynh hướng tình dục là kết quả trực tiếp của một loạt các vụ kiện ở tòa án cấp cao. Đặc biệt, trong Secretary for Justice v. Yau Yuk Lung Zigo, Tòa phúc thẩm cuối cùng phán quyết rằng xu hướng tính dục của một người là tình trạng được bảo vệ chống phân biệt đối xử theo quy định tại Điều 25 và 39 của Luật cơ bản và Điều 1 và 22 của  Pháp lệnh về Quyền . Do cách giải thích này từ ngành tư pháp, Chính phủ có trách nhiệm  tích cực  đảm bảo tất cả các chính sách, quyết định và hành động của mình không có sự phân biệt đối xử về định hướng tình dục. Luật cơ bản và  Sắc lệnh về quyền lợi  chỉ ràng buộc Chính phủ, các cơ quan và đại diện của nó, chứ không phải các công ty tư nhân. Do đó, phần ghi chú chung của quảng cáo tuyển dụng dịch vụ dân sự bao gồm lời khẳng định: "Là một Chủ sử dụng cơ hội bình đẳng, Chính phủ cam kết loại bỏ sự phân biệt đối xử trong việc làm., giới tính, tình trạng hôn nhân, mang thai, tuổi tác, tình trạng gia đình,  'xu hướng tình dục'  và chủng tộc. " Ngoài ra, các nhân viên chính phủ hiện tại cảm thấy bị phân biệt đối xử hoặc bị đối xử bất công vì xu hướng tính dục của họ có thể tìm kiếm lời khuyên pháp lý và có thể nộp đơn kiện dân sự chống lại Chính phủ tại tòa án.

### Lĩnh vực kinh doanh
Vì đồng tính luyến ái vẫn là một vấn đề nhạy cảm ở Hồng Kông, phân biệt đối xử dựa trên xu hướng tình dục trong khu vực doanh nghiệp không phải là không xác định. Nhân viên LGBT thường là nạn nhân của các mức độ phân biệt đối xử hoặc quấy rối khác nhau. Hầu hết các công ty không bao gồm xu hướng tình dục trong chính sách đa dạng và bao gồm của họ. Và, không có luật pháp bảo vệ nhân viên LGBT, tình hình vẫn chưa được giải quyết. Điều này cũng đúng với các tập đoàn đa quốc gia. Mặc dù nhiều công ty có trụ sở tại Hoa Kỳ hoặc Châu Âu tại Hồng Kông có thể có chính sách không phân biệt đối xử bảo vệ nhân viên LGBT của họ ở nước họ, nhưng hầu hết không áp dụng các thực hành như vậy ở Hồng Kông. Một hiện tượng như vậy làm cho nhiều nhân viên địa phương và thậm chí người nước ngoài dễ bị phân biệt đối xử.
Trong nhiều năm, các nhóm ủng hộ hàng đầu như Cộng đồng kinh doanh, đã làm việc để thúc đẩy và thúc đẩy việc mở rộng các chính sách không phân biệt đối xử trong khu vực doanh nghiệp cho người thiểu số LGBT. Chỉ có một số lượng hạn chế các công ty đa quốc gia đã chấp nhận một cách rõ ràng các chính sách như vậy, cụ thể là Goldman Sachs và IBM. Chỉ một số ít các công ty địa phương và Trung Quốc mở rộng bảo vệ không phân biệt đối xử đối với nhân viên LGBT, bao gồm các công ty chứng khoán blue-chip.
Bảng dưới đây cho thấy các hành vi không phân biệt đối xử về tình dục của một số công ty Hồng Kông kể từ ngày 3 tháng 3 năm 2012.

## Bảng tóm tắt
| Hoạt động tình dục đồng giới hợp pháp                                                                                       | (Từ năm 1991)                                                              |
| Độ tuổi đồng ý | (Từ năm 2006)                                                              |
| Luật chống phân biệt đối xử trong việc làm                                                                                  | / (Chỉ có việc làm của chính phủ, tự quyết định bởi các công ty)           |
| Luật chống phân biệt đối xử trong việc cung cấp hàng hóa và dịch vụ                                                         | / (Chỉ có hàng hóa và dịch vụ của chính phủ, do các công ty tự quyết định) |
| Luật chống phân biệt đối xử trong tất cả các lĩnh vực khác (bao gồm phân biệt đối xử gián tiếp, ngôn từ kích động thù địch) | No                                                                         |
| Hôn nhân đồng giới | No                                                                         |
| Công nhận các cặp đồng giới trong thuế Lưu trữ ngày 19 tháng 6 năm 2019 tại Wayback Machine (see paragraph 5)               | No                                                                         |
| Công nhận các cặp đồng giới                                                                                                 | (Chỉ địa phương)/(Hôn nhân đồng giới đã đăng ký nước ngoài)                |
| Con nuôi của các cặp vợ chồng đồng giới                                                                                     | No                                                                         |
| Con nuôi chung của các cặp đồng giới                                                                                        | No                                                                         |
| Người đồng tính nam và đồng tính nữ được phép phục vụ công khai trong quân đội                                              | Không áp dụng / (Trung Quốc chịu trách nhiệm bảo vệ quốc gia)              |
| Quyền thay đổi giới tính hợp pháp                                                                                           | Yes                                                                        |
| Truy cập IVF cho đồng tính nữ                                                                                               | No                                                                         |
| Mang thai hộ cho các cặp đồng tính nam                                                                                      | No                                                                         |
| NQHN được phép hiến máu | / (kể từ năm 2017, thời gian trì hoãn 1 năm)                               |